# TGV Réseau

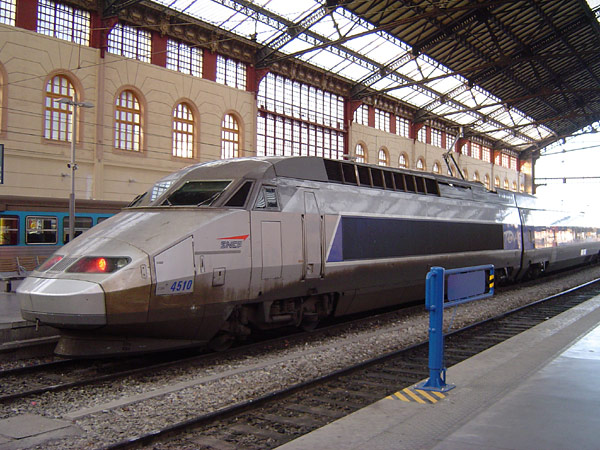
Egy három áramnemű TGV-R szerelvény Marseille St-Charles állomáson

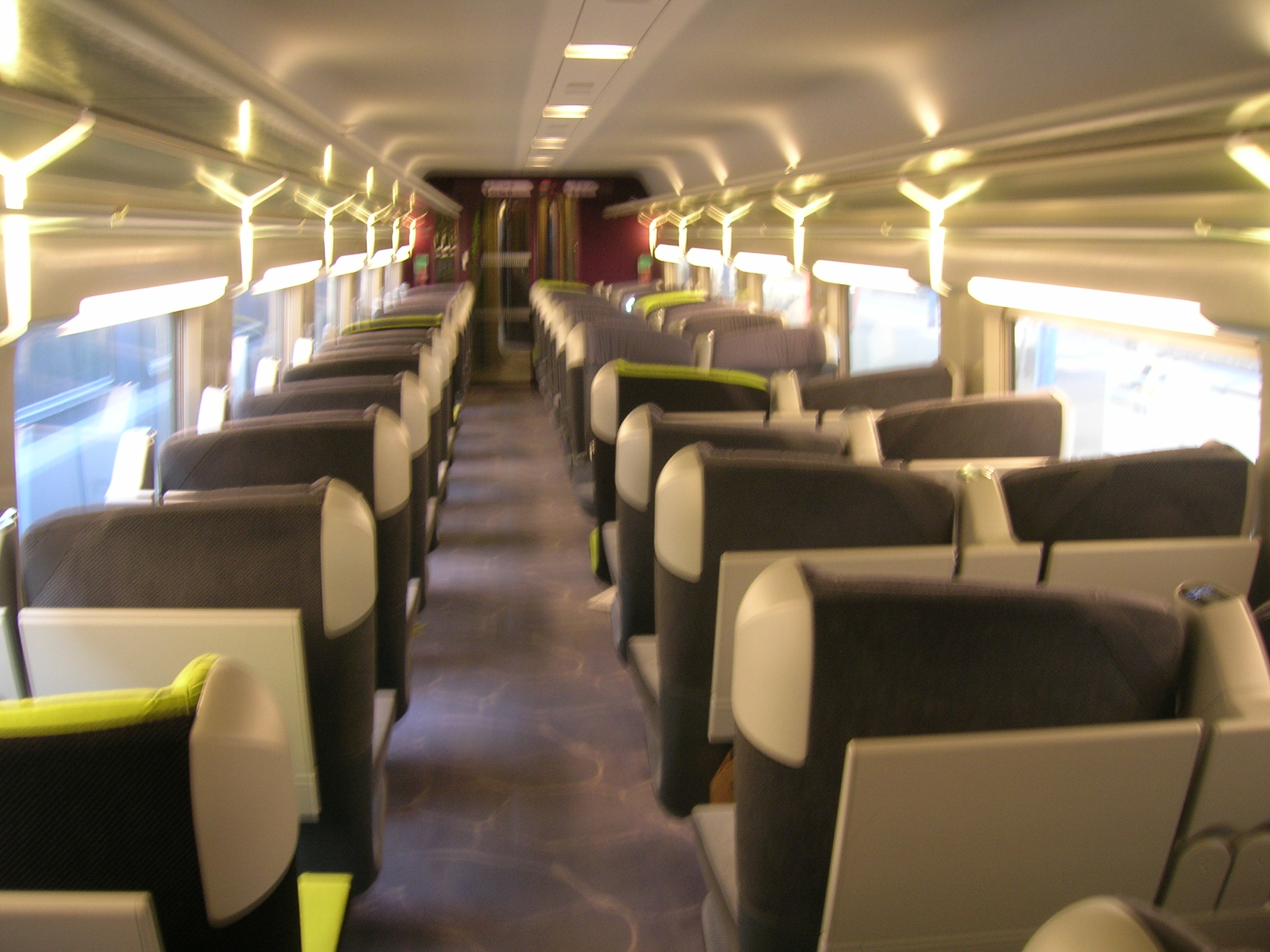
1. osztály egy felújított TGV-Réseau motorvonaton

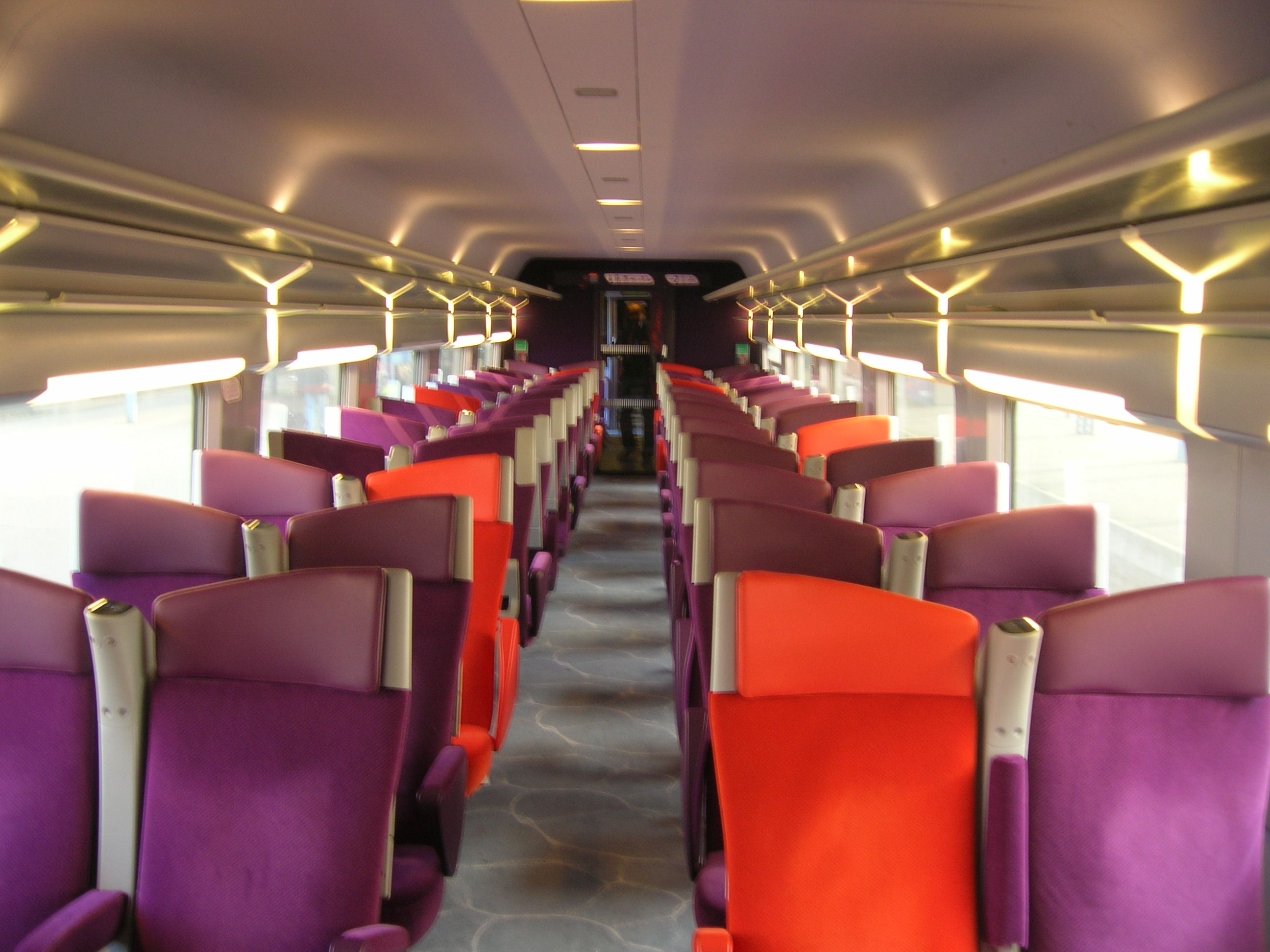
2. osztály egy felújított TGV-Réseau motorvonaton

A TGV Réseau az SNCF egyik nagysebességű TGV villamos motorvonata. A 320 km/h-s csúcssebességre képes szerelvényeket 1992-ben helyezték szolgálatba az LGV Nord vonal megnyitásával.

## Története
A járműveket az Alstom cég gyártotta 1992 és 1996 között. Ezek a TGV szerelvények a korábbi TGV Atlantique motorvonatokon alapulnak.
Az első Réseau (jelentése: "hálózat") szerelvény 1993-ban állt szolgálatba. Ötven kétáramnemű szerelvény épült 1992 és 1994 között, számuk: 501-550.
1994 és 1996  között további 40 három áramnemű szerelvény készült el, számuk: 4501-4540.

## Lásd még
- KTX-I
- Thalys PBA